# Алексієвка (Толбазинська сільська рада)
Алексі́євка (рос. Алексеевка, башк. Алексеевка) — присілок у складі Аургазинського району Башкортостану, Росія. Входить до складу Толбазинської сільської ради.
Населення — 24 особи (2010; 26 в 2002).
Національний склад:
- чуваші — 92%